# 1965 en aéronautique
Chronologie de l'aéronautique
- 1961
- 1962
- 1963
- 1964
- 1965
- 1966
- 1967
- 1968
- 1969

Cet article présente les faits marquants de l'année 1965 en aéronautique.

## Événements
- 27 janvier : pour la première fois un satellite de communication géostationnaire est utilisé comme relai entre un Boeing 707 de la Pan Am et une station au sol.

- 25 février : premier vol de l'avion de ligne Douglas DC-9.
- 27 février : premier vol de l'avion de transport soviétique Antonov An-22.

- 7 mars : un hélicoptère Sikorsky SH-3A piloté par James R.  Williford Jr. établit un nouveau record de distance sans escale entre San Diego (Californie) et Jacksonville (Floride) parcourant 3 388,7 km[1].

- 1er avril : la compagnie aérienne Tasman Empire Airways Limited est nationalisée et devient Air New Zealand.

- 1er mai : le colonel américain R. L. Stephens bat le record du monde de vitesse et d'altitude sur un Lockheed YF-12 en atteignant 3 331,507 km/h et 24 463 m[2].
- 5 mai : accident du vol 101 Iberia à l'aéroport de Los Rodeos à Tenerife.
- 7 mai : premier vol du convertible Canadair CL-84 Dynavert.
- 18 mai : premier vol de l'avion de combat américain General Dynamics–Grumman F-111B.

- 4 juin : premier vol de l'avion de combat chinois Nanchang Q-5.
- 12 juin : premier vol du Britten-Norman Islander.

- 18 août : premier vol de l'hélicoptère polyvalent Kamov Ka-26.

- 7 septembre : premier vol de l'hélicoptère armé Bell 209, prototype de l'AH-1 Cobra.
- 27 septembre : premier vol de l'avion de combat américain Vought A-7 Corsair II.
- 30 octobre : première réunion, à Londres, de douze compagnies aériennes et de plusieurs constructeurs aéronautiques afin de définir le programme Airbus[3].
- 3 novembre : signature d'un accord entre SNECMA, Pratt & Whitney et Bristol Siddeley pour la construction d'un réacteur à double flux pour le programme Airbus[4].

- 11 novembre : le vol 99 Aeroflot s’écrase à l’atterrissage sur l'aéroport de Mourmask, en Russie.
- 26 novembre : lancement du premier satellite français Astérix à partir d'une fusée Diamant.